# Ambra (Fluss)
Der Ambra ist ein Fluss mit 38 km Länge in Italien in der Region  Toskana. Er durchläuft die Provinzen Siena und Arezzo.

## Verlauf
Der Ambra entspringt am Berg Monte Luco im südlichen Gemeindegebiet von Gaiole in Chianti und fließt zunächst nach Süden in das nördliche Gemeindegebiet von Castelnuovo Berardenga, das er auf insgesamt 6 km durchfließt. Hier dient der Ambra teilweise als Grenze zur Gemeinde Bucine. Nahe San Gusmè wendet sich der Fluss nach Nordwesten und bildet ab hier das Ambratal (ital. Val d’Ambra, auch Valdambra geschrieben), das im Mittelalter das senesische Territorium mit dem Arnotal (Valdarno) verband und heute als Provinzstraße SP 540 (Strada Provinciale, auch als Strada Provinciale Val D’Ambra bekannt) existiert. Nahe dem Kloster Badia a Ruoti tritt von rechts der Lusignana ein. Der Fluss durchfließt den Ort Ambra (Ortsteil von Bucine, 258 m). In Capannole (Bucine, 237 m) tritt von rechts der Trove ein. Danach erreicht der Ambra den Ort Pogi, einen Ortsteil von Bucine bei 226 m, wo er auf die romanische Brücke Ponte Romano di Pogi (2012 restauriert, die Reste der historischen Brückenpfeiler wurden in den Bau integriert) trifft. Die Brücke diente einer Variante der Via Cassia von Florenz nach Rom. Danach umfließt der Fluss östlich den Hauptort Bucine in Richtung Norden. Dabei trifft er auf das Viadukt Grande viadotto sull’Ambra, einer 1864 entstandenen Eisenbahnbrücke für die Verbindung Florenz–Rom, die seit der Einführung des Direttissima Firenze–Roma nur noch für den Regionalverkehr benutzt wird. Die Brücke widerstand im Zweiten Weltkrieg mehreren Bombentreffern der Alliierten, wurde allerdings doch letztendlich von der sich auf dem Rückzug befindlichen Wehrmacht im Juli 1944 gesprengt. Bereits 1945 wurde die Brücke wieder aufgebaut und ein Jahr später eingeweiht. Kurz nach dem Viadukt passiert der Fluss die Mühlen Molino di Bucine (183 mr, auch Molino Benini genannt) mit der mittelalterlichen Brückenruine und Molino di Mezzo (160 m) und gelangt nach insgesamt 25 km im Gemeindegebiet von Bucine den Ort Levane (Ortsteil von Bucine sowie auch Montevarchi). Im Gemeindegebiet von Montevarchi verbringt er nun 3 km und gelangt danach als linker Nebenfluss in den Arno.

## Bilder

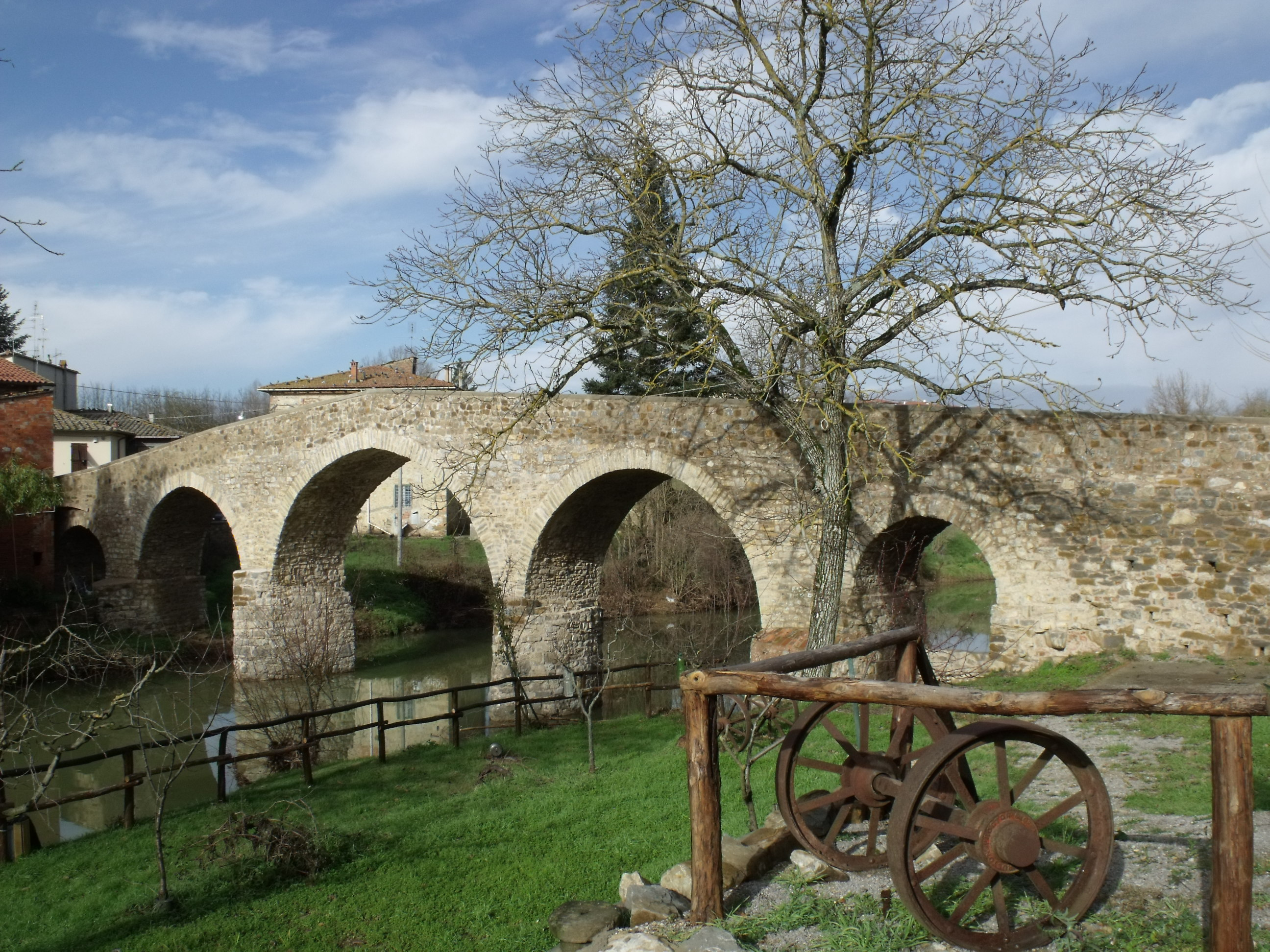
Die romanische Brücke in Pogi
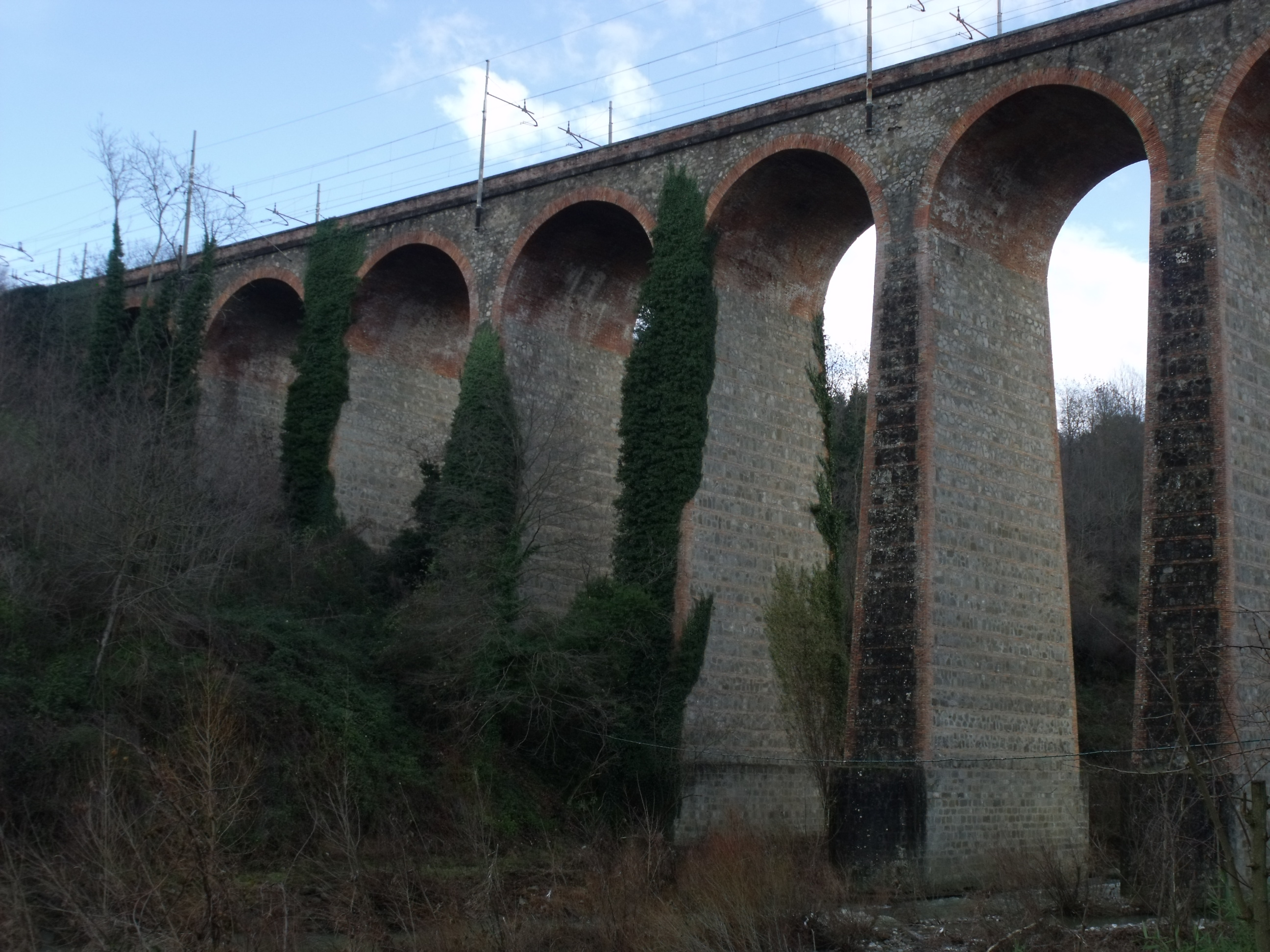
Das Eisenbahnviadukt Grande viadotto sull’Ambra in Bucine
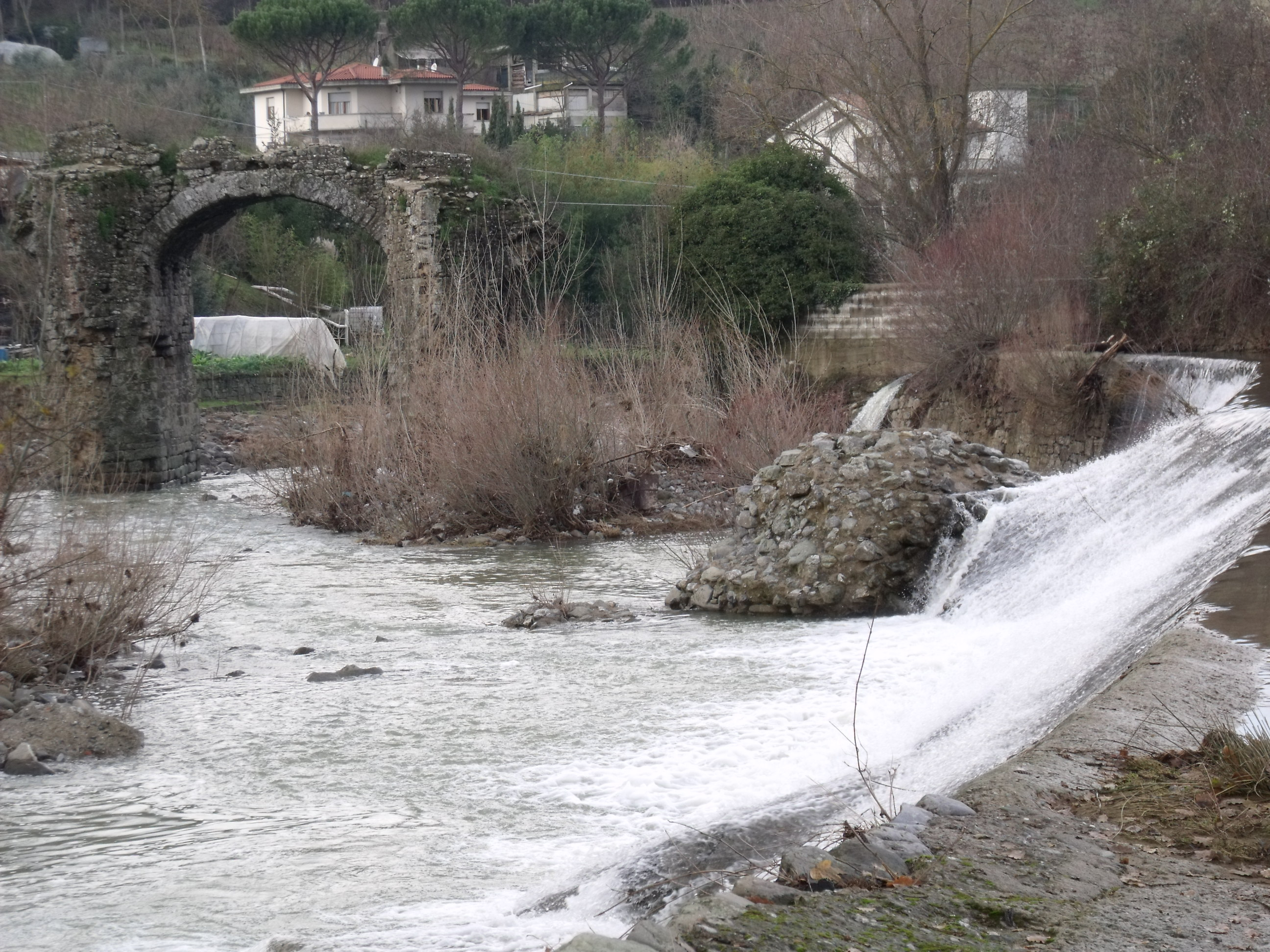
Die Brückeruine nahe der Molino di Bucine